# Fundació Col·lecció E. G. Bührle
La Fundació Col·lecció Emil G. Bührle (Fondation et Collection Emil G. Bührle) és una col·lecció d'art privada a Zúric. La fundació va ser creada el 1960 per la família del col·leccionista d'art Emil Georg Bührle (1890-1956) després de la seva mort.

## Col·lecció
El museu, ubicat en una vil·la del 1886 situada just al costat de l'antiga residència d'Emil Bührle, presenta principalment, al costat d'escultures de fusta medievals i pintures de grans mestres del passat, com El Greco, obres de pintors impressionistes i moderns dels segles XIX i XX.
El 2006, la fusió amb la Kunsthaus Zürich es fa evident i el robatori del 2008 va activar els procediments judicials. La fundació conserva la seva pròpia personalitat, les obres es dipositaran al museu a partir del 2020, després de la seva ampliació.

## Controvèrsies
La Fundació Bührle s'ha enfrontat a diverses sol·licituds de restitució sobre obres d'art saquejades pels nazis o venudes sota coacció. La publicació de "El llibre negre de Buehrle" (Schwarzbuch Buehrle) de Thomas Buomberger ha revifat notablement la controvèrsia sobre les adquisicions d'obres els antics propietaris dels quals eren col·leccionistes jueus espoliats.

## Obres

### Seglexvi
- Joachim Patinir (1483-1524)

### segle XVII
- Albert Cuyp (1620-1691)
- Govert Flinck (1615-1660)
- Jan van Goyen (1596-1656)
- Frans Hals
- Meindert Hobbema (1638-1709)
- Willem Kalf (1619-1693)
- Philip de Koninck
- Jacob Ochtervelt (1634 / 1635-1682)
- Rembrandt (1606-1669)
- Peter Paul Rubens
- Salomon van Ruysdael
- Pieter Jansz Saenredam
- Jan Steen (1626-1679)
- David Teniers el Jove
- Gerard ter Borch
- Jorge Manuel Theotocópuli (1578-1631)
- Emanuel de Witte (1617-1692)

### Seglexviii
- François Boucher
- Canaletto, 1738 - 1742
- Jean-Honoré Fragonard (?)
- Francisco de Goya (?)
- Francesco guardi
- Giambattista Tiepolo
- François-André Vincent (1746-1816)

### seglexix
- Théodore Chassériau
- Jean-Baptiste Camille Corot
- Gustave Courbet
- Eugène Delacroix
- Théodore Géricault
- Jean Auguste Dominique Ingres
- Pierre Puvis de Chavannes

### Impressionisme
- Eugene Boudin
- Mary Cassatt
- Gustave Courbet
- Honoré Daumier
- Edgar Degas
- Henri Fantin-Latour
- Édouard Manet
- Claude Monet
- Berthe Morisot
- Camille Pissarro
- Auguste Renoir
- Alfred Sisley

### Postimpressionisme
- Pierre Bonnard
- Paul Gauguin
- Vincent van Gogh
- Odilon Redon
- Georges Seurat
- Paul Signac
- Henri de Toulouse-Lautrec
- Édouard Vuillard

### Art Modern
- Georges Braque
- Paul Cézanne
- Marc Chagall
- André Derain
- Raoul Dufy
- Juan Gris
- Oskar Kokoschka
- Albert Marquet
- Henri Matisse
- Amedeo Modigliani
- Pablo Picasso
- Georges Rouault
- Chaïm Soutine
- Maurice Utrillo
- Maurice de Vlaminck

## Robatori de 2008
El 10 de febrer de 2008 es roben quatre quadres per valor de 180 milions de francs suïssos:

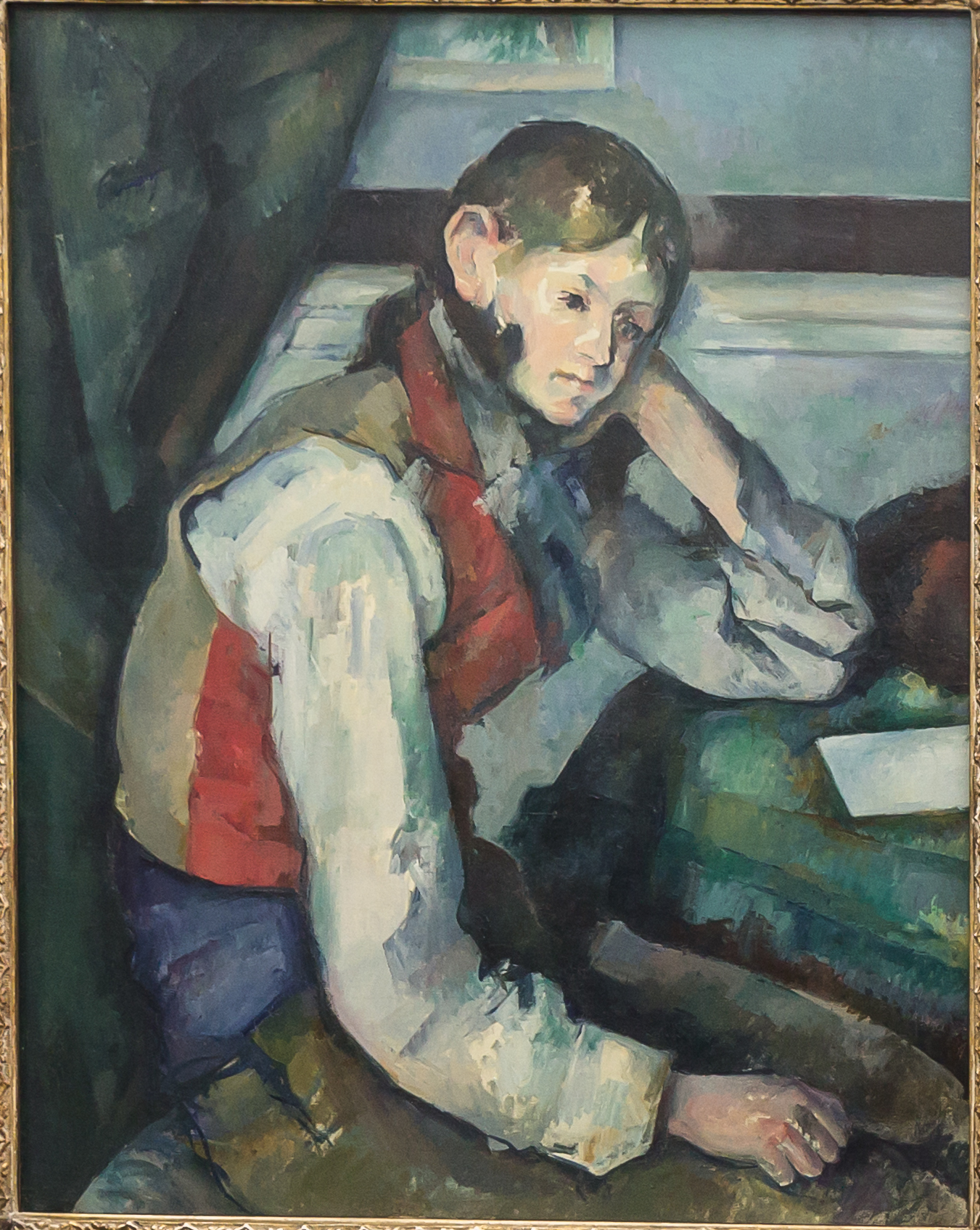
Paul Cézanne Le Garçon au gilet rouge (1888-1889)
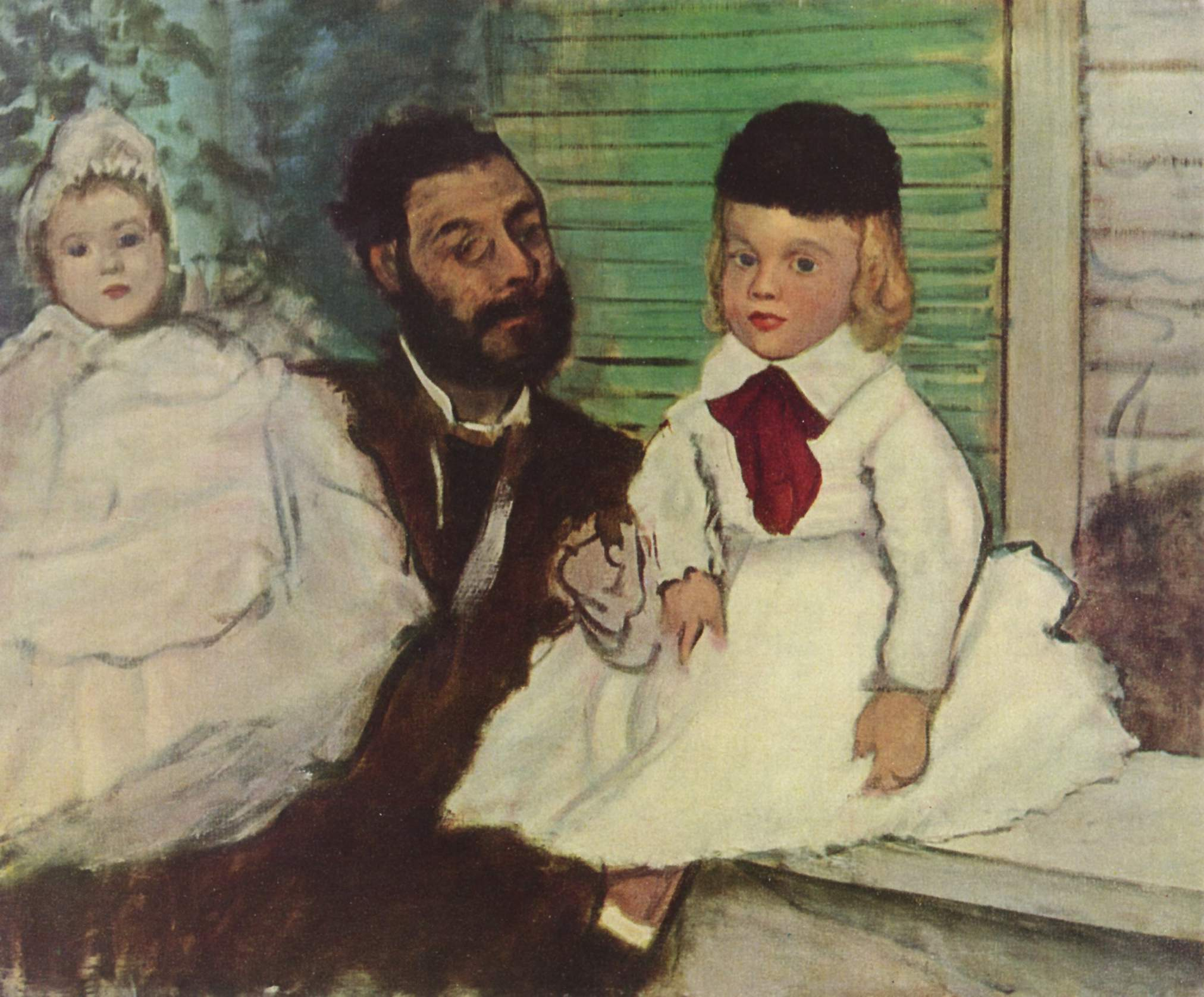
Edgar Degas Le Comte Ludovic Lepic et ses filles
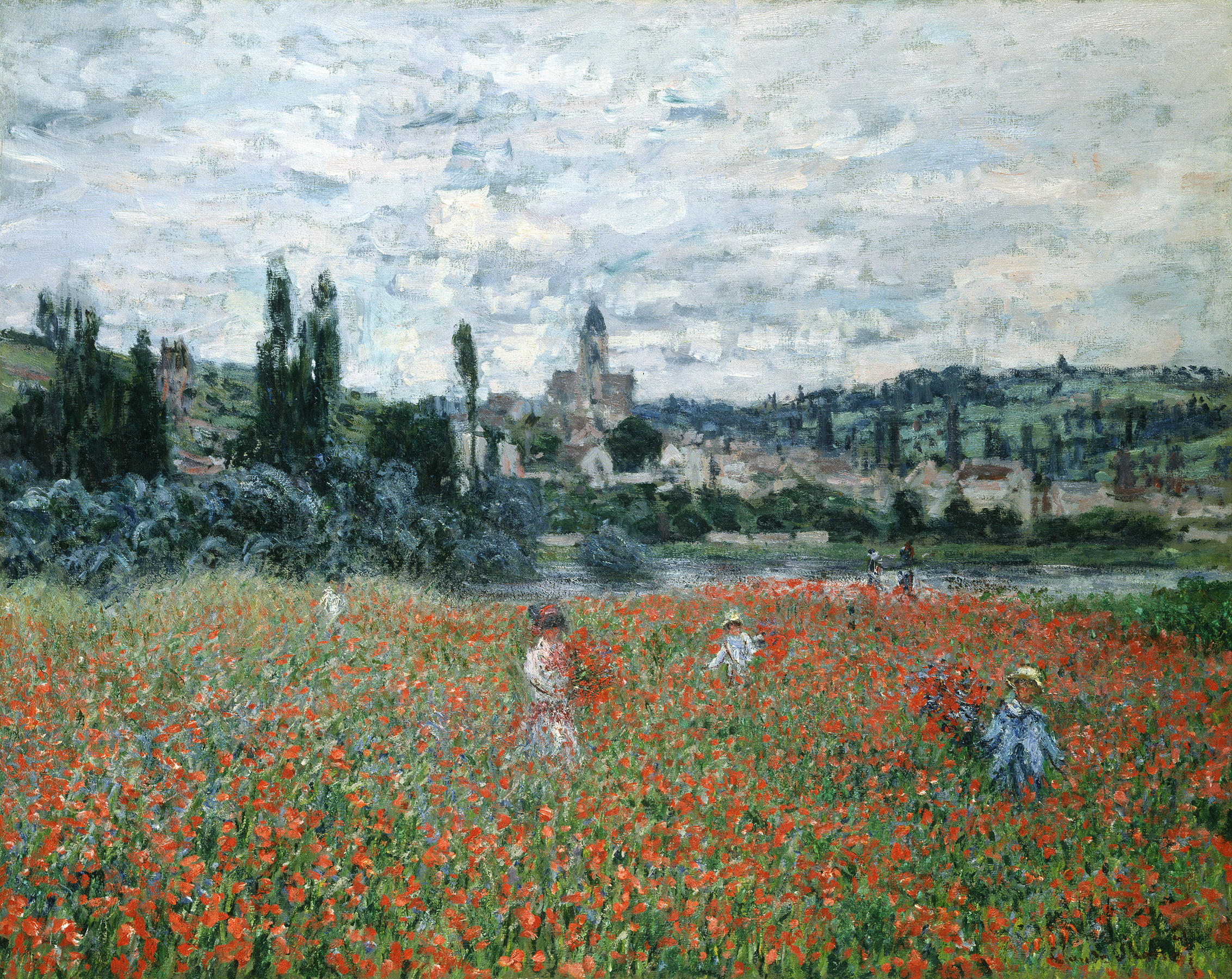
Claude Monet Le Champ de coquelicots près de Vétheuil (1879-1880)
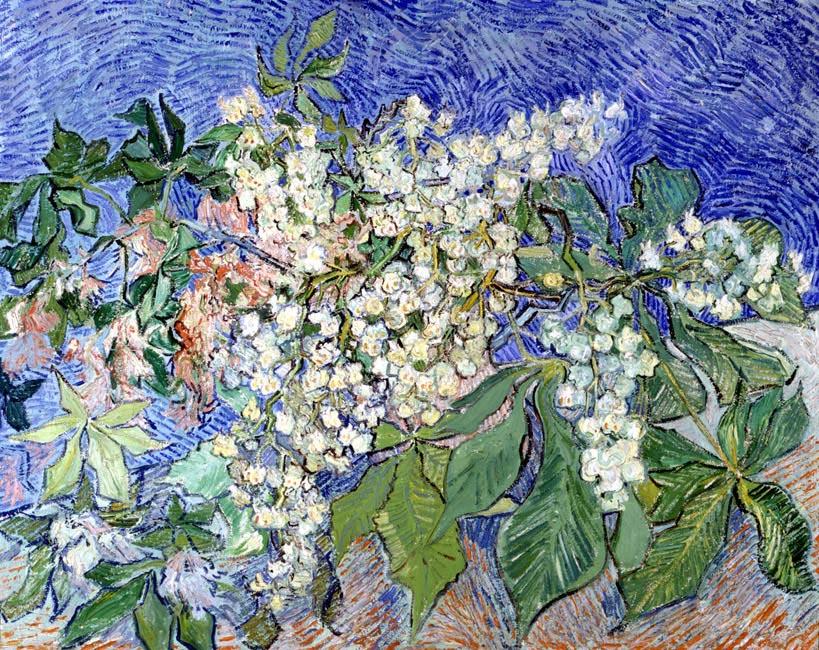
Vincent van Gogh Branches de marronnier en fleur (1890)

El 18 de febrer de 2008 el conserge de l'aparcament de la clínica psiquiàtrica de Burghölzli va trobar dues pintures al seient del darrere d'un cotxe, El camp de roselles a prop de Vétheuil i Rams de castanyers en flor. La policia municipal afirma que no té coneixement d'un rescat a canvi de les dues pintures. L'abril de 2012, la policia sèrbia va trobar a Sèrbia el quadre El nen amb l'armilla vermella de Paul Cézanne i el quart quadre un temps després, lleugerament malmès. Tres homes són arrestats en aquest cas.

## Galeria

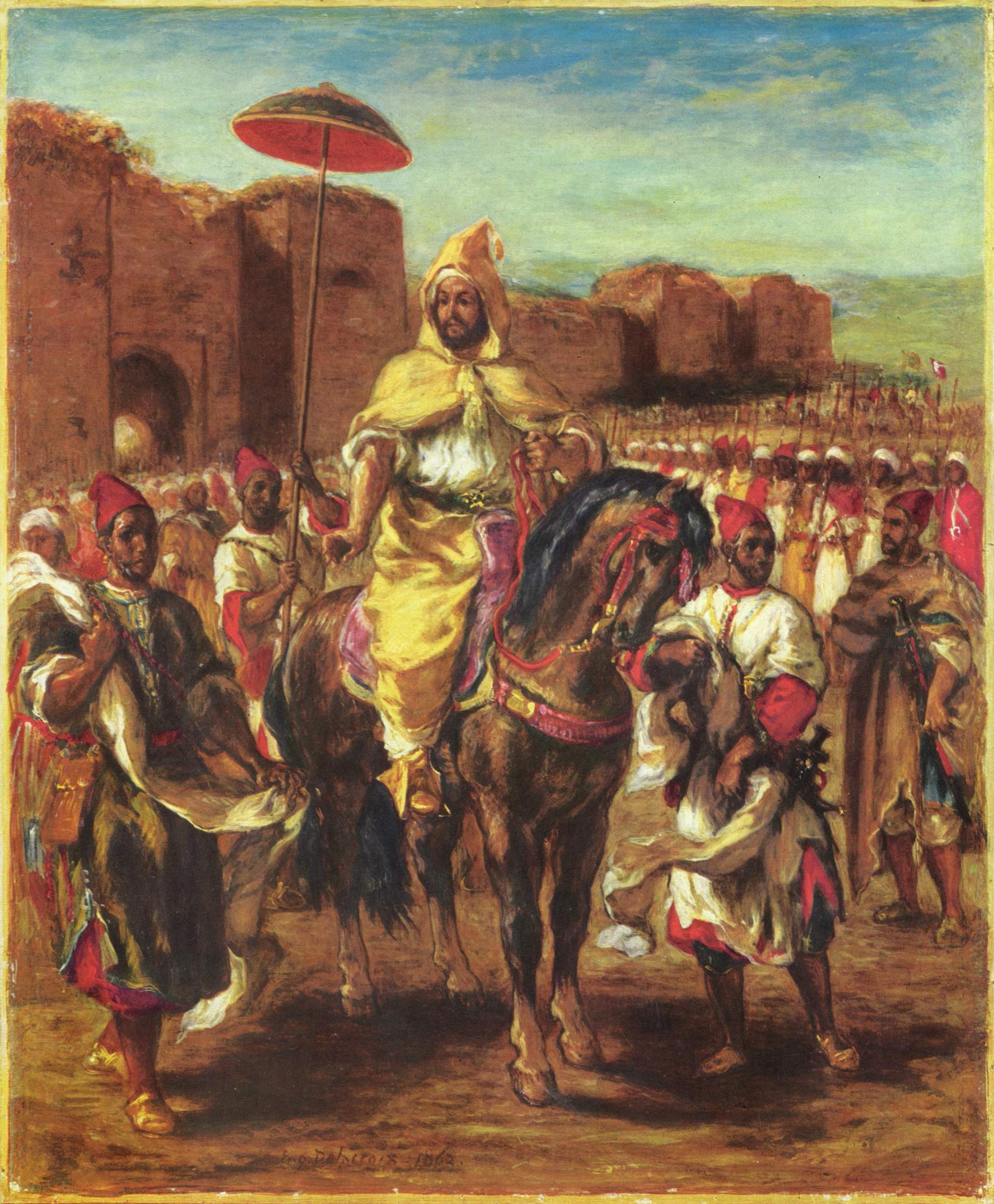
Muley Abd-el-Rahman, Retrat del soldà del Marroc, Eugène Delacroix
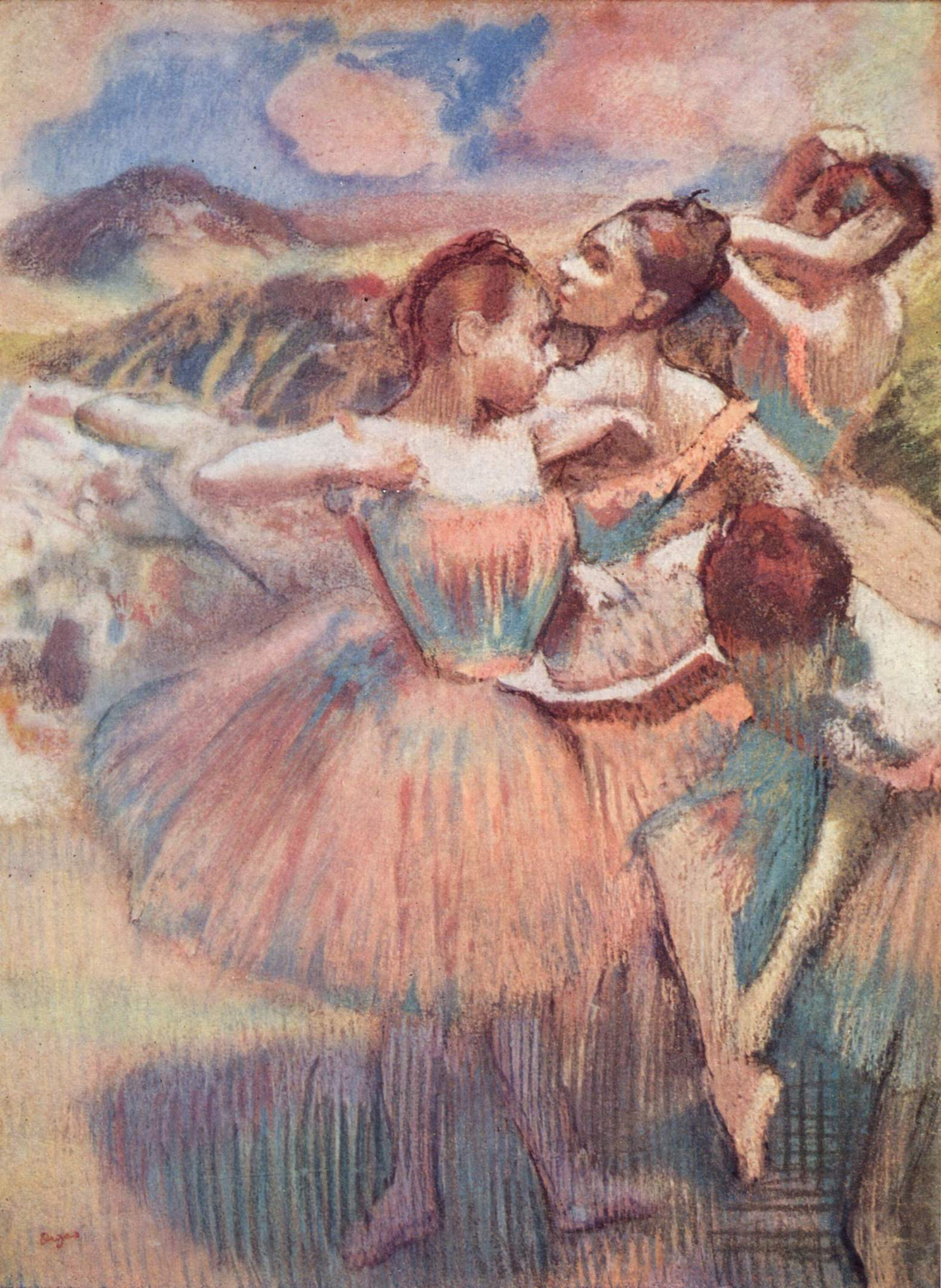
Ballarins en un paisatge, Edgar Degas
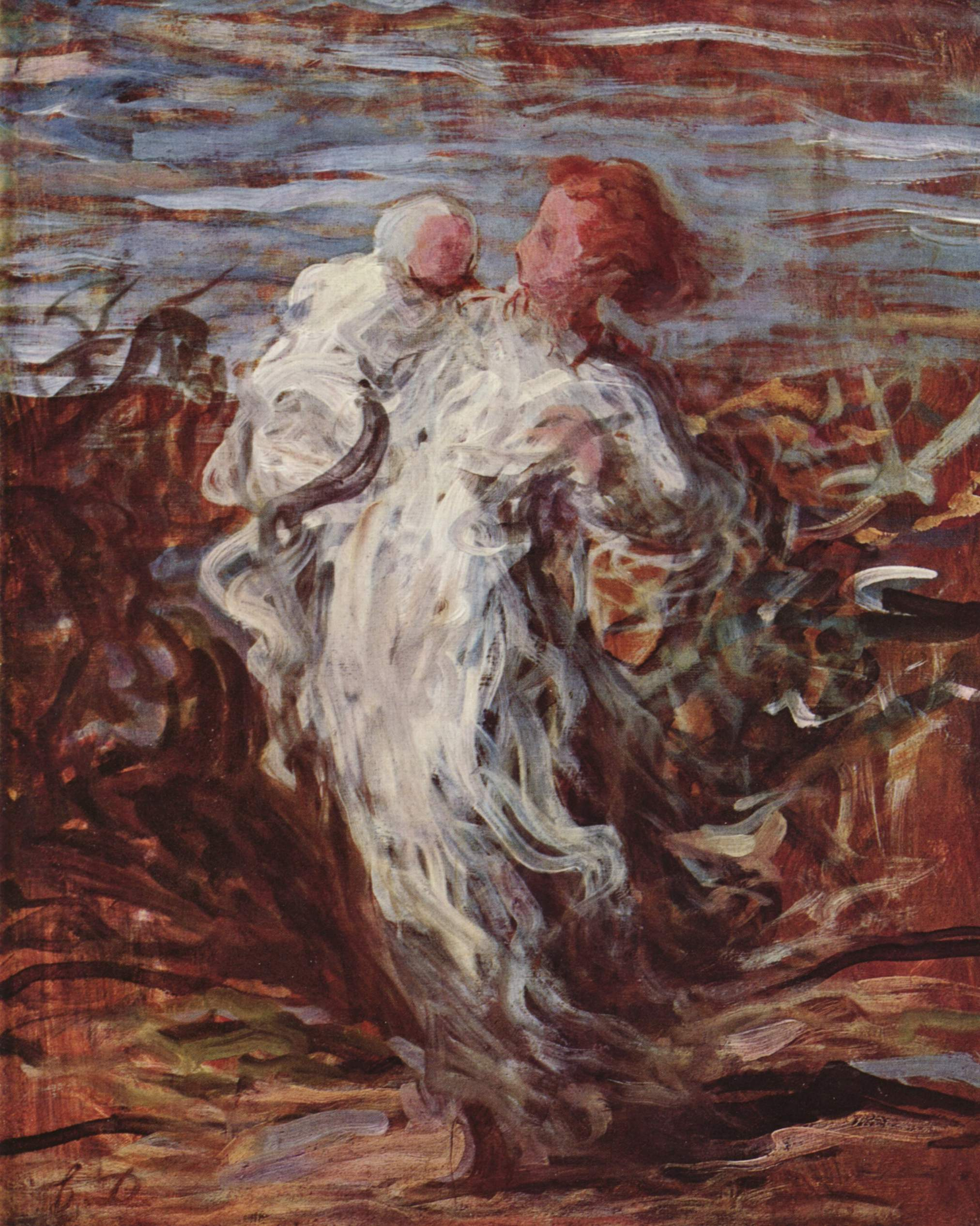
Mare amb fill, Honoré Daumier
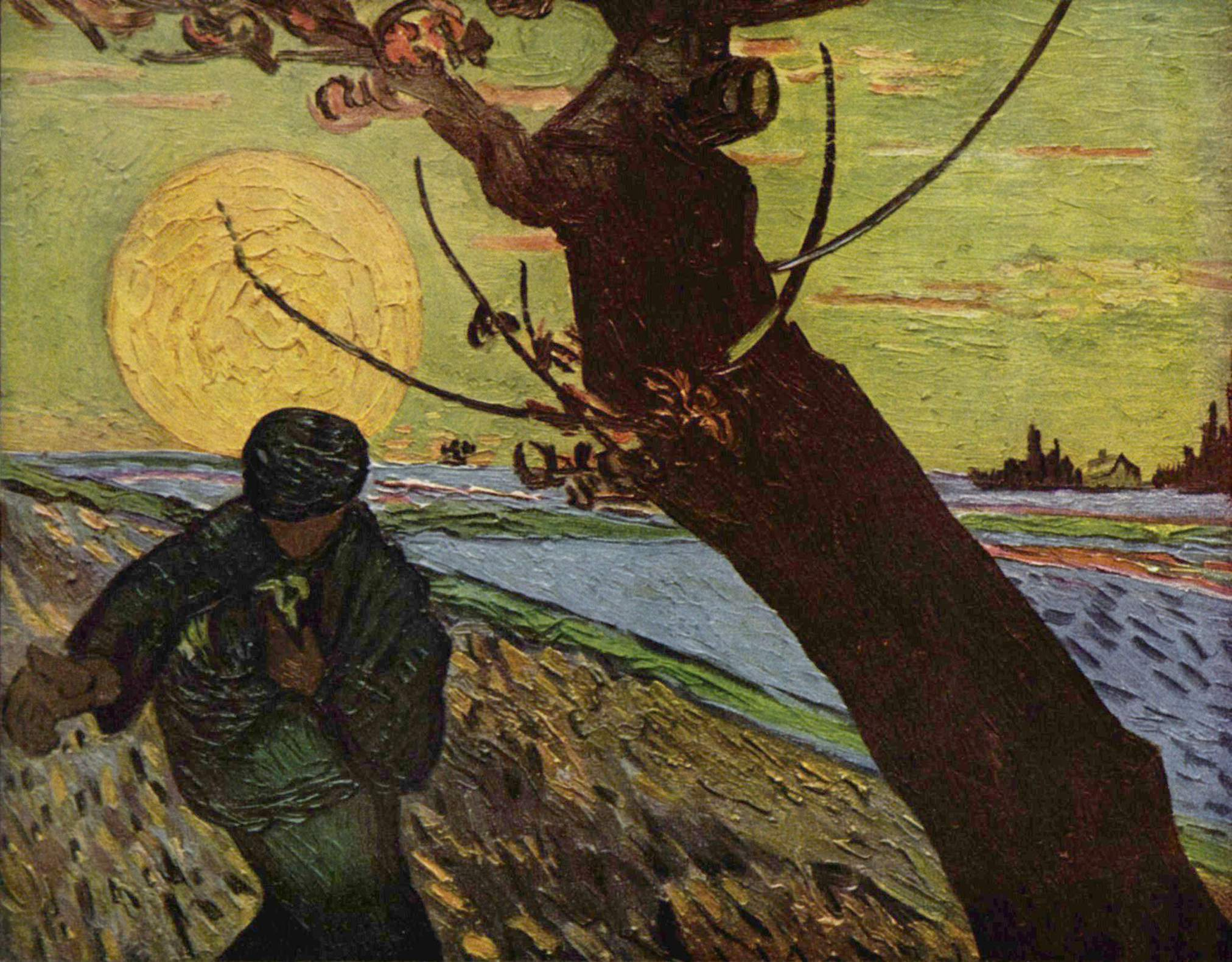
El sembrador, Vincent van Gogh
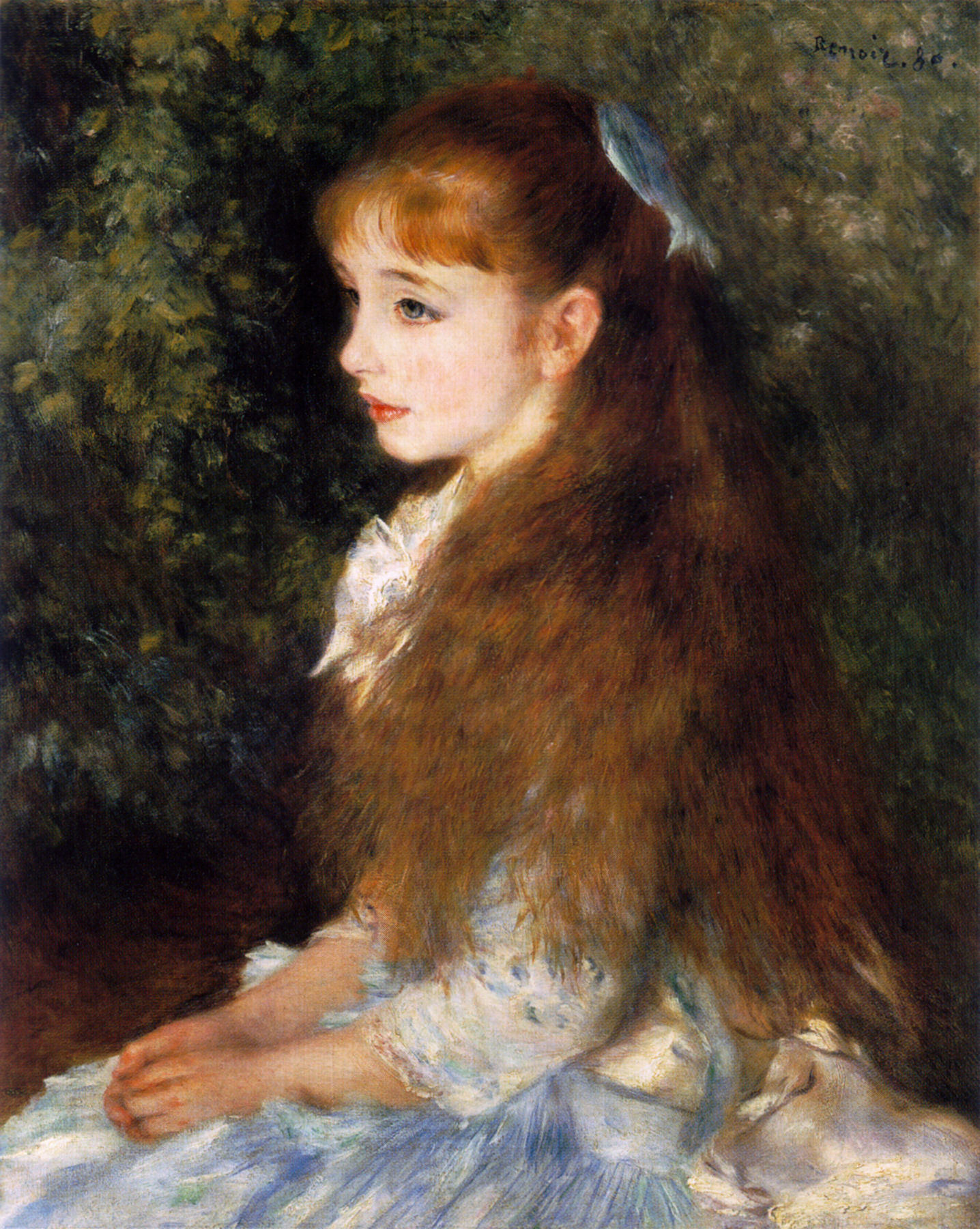
Retrat d'Irène Cahen d'Anvers, Auguste Renoir